# Sarpo-Laggo-Gletscher
Der Sarpo-Laggo-Gletscher befindet sich im östlichen Karakorum im von China annektierten Shaksgam-Tal.
Der Sarpo-Laggo-Gletscher hat eine Länge von 25 km. Er strömt im oberen Teil in nordöstlicher Richtung, später nach Nordnordosten. Der Gletscher und seine Seitengletscher werden von folgenden Gipfeln der Gebirgsgruppen Baltoro Muztagh im Osten und Süden sowie Panmah Muztagh im Westen und Norden eingerahmt: Skil Brum (7350 m), Chongtar Kangri (7330 m), Summa Ri I (7286 m), Karpogo Sar I (7038 m) und Thyor (6735 m). Der Sarpo-Laggo-Gletscher speist den Shaksgam-Fluss.
Im Nährgebiet des Gletschers befinden sich mit dem Westlichen Muztagh-Pass, dem Sarpo-Laggo-Pass und dem Östlichen Muztagh-Pass drei Passübergänge vom Industal in das Gebiet von Yarkand in China. Der Westliche Muztagh Pass verbindet den Sarpo-Laggo-Gletscher mit dem Chiring-Gletscher, einem Seitengletscher des Nobande-Sobande-Gletschers (Panmah-Gletscher). Über Chiring-Gletscher, Westlichen Muztagh-Pass und Sarpo-Laggo-Gletscher verläuft die Grenze zwischen den Bergketten Panmah und Baltoro Muztagh. Der Sarpo Laggo Pass verbindet den Trango-Gletscher mit dem Sarpo-Laggo-Gletsher, während der Östliche Muztagh-Pass den Sarpo-Laggo-Gletscher mit dem Muztagh-Gletscher verbindet. Trango-Gletscher und Muztagh-Gletscher sind nördliche Seitengletscher des Baltoro-Gletschers.